# Шахтёрский (Богородицкий район)
Шахтёрский — хутор в Богородицком районе Тульской области России.
В рамках административно-территориального устройства входит в Шахтёрский сельский округ Богородицкого района, в рамках организации местного самоуправления включается в Бегичевское сельское поселение.

## География
Расположен у восточной границы города Богородицка.

## Население
| 2002 | 2010 |
| ---- | ---- |
| 510  | ↘480 |